# Словения на летней Универсиаде 2013
Словения на XXVII Всемирной Летней Универсиаде была представлена 28 спортсменами в 7 видах спорта.

## Призёры

### Медалисты
| Медаль | Спортсмен    | Вид спорта | Дисциплина        | Дата    |
| ------ | ------------ | ---------- | ----------------- | ------- |
| Бронза | Полона Лампе | Самбо      | Женщины, до 60 кг | 14 июля |

### Медали по видам спорта
| Вид спорта                | 1 | 2 | 3 | Всего |
| Лёгкая атлетика           | 0 | 0 | 0 | 0     |
| Плавание                  | 0 | 0 | 0 | 0     |
| Самбо                     | 0 | 0 | 1 | 1     |
| Спортивная гимнастика     | 0 | 0 | 0 | 0     |
| Теннис                    | 0 | 0 | 0 | 0     |
| Художественная гимнастика | 0 | 0 | 0 | 0     |
| Всего                     | 0 | 0 | 1 | 1     |

### Гребля на байдарках и каноэ

#### Мужчины
| Соревнование | Спортсмены                | Предварительный этап | Предварительный этап | Полуфиналы | Полуфиналы | Финал                 | Финал                 |
| Соревнование | Спортсмены                | Время                | Место                | Время      | Место      | Время                 | Итоговое место        |
| ------------ | ------------------------- | -------------------- | -------------------- | ---------- | ---------- | --------------------- | --------------------- |
| К1, 200 м    | Тилен Видович             | 38.309               | 8                    | 39.530     | 10         | Завершил выступление  | Завершил выступление  |
| К1, 500 м    | Ловро Лебан               | 1:55.641             | 13                   | 1:49.481   | 14         | Завершил выступление  | Завершил выступление  |
| К1, 1000 м   | Ловро Лебан               | 3:47.025             | 7                    | 3:54.396   | 4          | 3:55.839              | 6                     |
| К2, 200 м    | Макс Франческин Тим Колар | 35.679               | 10                   | 36.753     | 5          | Завершили выступление | Завершили выступление |
| К2, 500 м    | Макс Франческин Тим Колар | 1:41.973             | 7                    | 1:39.573   | 3          | 1:42.377              | 8                     |

### Лёгкая атлетика

#### Мужчины
| Дисциплина    | Спортсмен    | Первый раунд | Первый раунд | Второй раунд         | Второй раунд         | Полуфинал            | Полуфинал            | Финал                | Финал                |
| Дисциплина    | Спортсмен    | Результат    | Место        | Результат            | Место                | Результат            | Место                | Результат            | Итоговое место       |
| ------------- | ------------ | ------------ | ------------ | -------------------- | -------------------- | -------------------- | -------------------- | -------------------- | -------------------- |
| 100 м         | Блаж Брулк   | 10.98        | 38           | Завершил выступление | Завершил выступление | Завершил выступление | Завершил выступление | Завершил выступление | Завершил выступление |
| 1500 м        | Митя Кревс   | 3:45.45      | 10           | Завершил выступление | Завершил выступление | Завершил выступление | Завершил выступление | Завершил выступление | Завершил выступление |
| Метание диска | Тадей Хрибар | 53.19        | 15           | Завершил выступление | Завершил выступление | Завершил выступление | Завершил выступление | Завершил выступление | Завершил выступление |

#### Женщины
| Дисциплина      | Спортсмен       | Квалификационный раунд | Квалификационный раунд | Полуфинал             | Полуфинал             | Финал                 | Финал                 |
| Дисциплина      | Спортсмен       | Результат              | Место                  | Результат             | Место                 | Результат             | Итоговое место        |
| --------------- | --------------- | ---------------------- | ---------------------- | --------------------- | --------------------- | --------------------- | --------------------- |
| 200 м           | Ника Барундич   | 25.75                  | 24                     | 25.93                 | 23                    | Завершила выступление | Завершила выступление |
| 400 м           | Лиона Реберник  | 54.51                  | 16                     | 53.97                 | 14                    | Завершила выступление | Завершила выступление |
| Прыжки с шестом | Йернея Вритзль  |                        |                        |                       |                       | 3.70                  | 14                    |
| Толкание ядра   | Спела Хус       | 13.08                  | 18                     | Завершила выступление | Завершила выступление | Завершила выступление | Завершила выступление |
| Метание копья   | Бернарда Летнар |                        |                        |                       |                       | 48.72                 | 6                     |

### Плавание

#### Мужчины

##### Бассейн
| Личные соревнования  | Спортсмен    | Предварительные заплывы | Предварительные заплывы | Полуфиналы           | Полуфиналы           | Финал                | Финал                |
| Личные соревнования  | Спортсмен    | Результат               | Место                   | Результат            | Место                | Результат            | Место                |
| -------------------- | ------------ | ----------------------- | ----------------------- | -------------------- | -------------------- | -------------------- | -------------------- |
| 1500 м вольный стиль | Нежц Юревчич | 16:32.24                | 23                      | Завершил выступление | Завершил выступление | Завершил выступление | Завершил выступление |
| 200 м баттерфляй     | Нежц Юревчич | 2:09.60                 | 33                      | Завершил выступление | Завершил выступление | Завершил выступление | Завершил выступление |
| 200 м комплекс       | Нежц Юревчич | 2:10.98                 | 35                      | Завершил выступление | Завершил выступление | Завершил выступление | Завершил выступление |
| 400 м комплекс       | Нежц Юревчич | 4:36.45                 | 26                      | Завершил выступление | Завершил выступление | Завершил выступление | Завершил выступление |

### Самбо

##### Мужчины
| Категория | Спортсмен   | Турнир       | Квалификация       | 1/16 финала                          | Четвертьфинал                   | Полуфинал            | Финал                | Итоговое место       |
| Категория | Спортсмен   | Турнир       | Соперник Результат | Соперник Результат                   | Соперник Результат              | Соперник Результат   | Соперник Результат   | Итоговое место       |
| --------- | ----------- | ------------ | ------------------ | ------------------------------------ | ------------------------------- | -------------------- | -------------------- | -------------------- |
| до 90 кг  | Нико Хорват | За 1-е место | Не участвовал      | Комроншох Устопирион (TJK) Пор. 0:12 | Завершил выступление            | Завершил выступление | Завершил выступление | Завершил выступление |
| до 90 кг  | Нико Хорват | За 3-е место |                    |                                      | Валентин Жоурдан (FRA) Пор. 0:6 | Завершил выступление | Завершил выступление | Завершил выступление |

##### Женщины
| Категория | Спортсмен    | Турнир       | 1/16 финала        | Четвертьфинал                   | Полуфинал                       | Финал                 | Итоговое место |
| Категория | Спортсмен    | Турнир       | Соперник Результат | Соперник Результат              | Соперник Результат              | Соперник Результат    | Итоговое место |
| --------- | ------------ | ------------ | ------------------ | ------------------------------- | ------------------------------- | --------------------- | -------------- |
| до 60 кг  | Полона Лампе | За 1-е место | Не участвовала     | Валерия Раймонди (ITA) Поб. 2:2 | Яна Костенко (RUS) Пор. 0:0     | Завершила выступление |                |
| до 60 кг  | Полона Лампе | За 3-е место |                    | Не участвовала                  | Зухра Мадраимова (TKM) Поб. 1:0 |                       |                |

### Спортивная гимнастика

#### Мужчины
| Соревнование         | Спортсмены                                                     | Квалификация | Квалификация | Финал                            | Финал                            |
| Соревнование         | Спортсмены                                                     | Баллы        | Место        | Баллы                            | Место                            |
| -------------------- | -------------------------------------------------------------- | ------------ | ------------ | -------------------------------- | -------------------------------- |
| Командное первенство | Рок Клавора Примож Мауриц Матич Пекан Грегор Саксуда Зан Зунко |              |              | 228,100                          | 22                               |
| Личное первенство    | Зан Зунко                                                      | 76,900       | 53           | Завершил выступление             | Завершил выступление             |
| Личное первенство    | Рок Клавора (словен.)                                          | 75,650       | 56           | Завершил выступление             | Завершил выступление             |
| Личное первенство    | Матич Пекан                                                    | 73,350       | 64           | Завершил выступление             | Завершил выступление             |
| Личное первенство    | Примож Мауриц                                                  | 49,150       | 84           | Завершил выступление             | Завершил выступление             |
| Личное первенство    | Грегор Саксуда                                                 | 12,500       | 131          | Завершил выступление             | Завершил выступление             |
| Вольные упражнения   | Рок Клавора                                                    | 14,800       | 13           | Запасной, в финале не участвовал | Запасной, в финале не участвовал |

#### Женщины
| Соревнование         | Спортсмены                         | Квалификация | Квалификация | Финал                 | Финал                 |
| Соревнование         | Спортсмены                         | Баллы        | Место        | Баллы                 | Место                 |
| -------------------- | ---------------------------------- | ------------ | ------------ | --------------------- | --------------------- |
| Командное первенство | Тея Белак Кармен Хорват Тина Рибич |              |              | 118,400               | 11                    |
| Личное первенство    | Кармен Хорват                      | 48,250       | 28           | 48,650                | 21                    |
| Личное первенство    | Тина Рибич                         | 43,400       | 42           | Завершила выступление | Завершила выступление |
| Личное первенство    | Тея Белак                          | 14,150       |              | Завершила выступление | Завершила выступление |
| Опорный прыжок       | Тея Белак                          | 14,150       | 8            | 14,225                | 7                     |

### Теннис

#### Мужчины
| Соревнование     | Спортсмены               | Турнир            | Первый раунд                | Второй раунд                           | Третий раунд                                                      | Четвёртый раунд       | Четвертьфинал         | Полуфинал             | Финал                 | Итоговое место        |
| Соревнование     | Спортсмены               | Турнир            | Соперник Счёт               | Соперник Счёт                          | Соперник Счёт                                                     | Соперник Счёт         | Соперник Счёт         | Соперник Счёт         | Соперник Счёт         | Итоговое место        |
| ---------------- | ------------------------ | ----------------- | --------------------------- | -------------------------------------- | ----------------------------------------------------------------- | --------------------- | --------------------- | --------------------- | --------------------- | --------------------- |
| Одиночный разряд | Жига Папеж               | За 1-е место      | Не участвовал               | Патрик Айхенбергер (SUI) Пор. 0-6, 1-6 | Завершил выступление                                              | Завершил выступление  | Завершил выступление  | Завершил выступление  | Завершил выступление  | Завершил выступление  |
| Одиночный разряд | Жига Папеж               | Утешительный этап |                             |                                        | Самуэль Томпсон (AUS) Пор. w/o                                    | Завершил выступление  | Завершил выступление  | Завершил выступление  | Завершил выступление  | Завершил выступление  |
| Одиночный разряд | Йерней Завчер            | За 1-е место      | Чень Са (CHN) Пор. 0-6, 1-6 | Завершил выступление                   | Завершил выступление                                              | Завершил выступление  | Завершил выступление  | Завершил выступление  | Завершил выступление  | Завершил выступление  |
| Парный разряд    | Жига Папеж Йерней Завчер | За 1-е место      |                             |                                        | Филлип Карис Андерсон Кристиаан Тинг Ли-Дэйгл (CAN) Пор. 1-6, 0-6 | Завершили выступление | Завершили выступление | Завершили выступление | Завершили выступление | Завершили выступление |
| Командный турнир | Жига Папеж Йерней Завчер | За 1-е место      |                             |                                        |                                                                   |                       |                       |                       |                       | 12                    |

#### Женщины
| Одиночный разряд | Маса Грган                    | Не участвовала | Ярослава Шведова (KAZ) Поб. w/o   | Синтия Мелита Сетяван (INA) Пор. 1-6, 3-6            | Завершила выступление                                    | Завершила выступление | Завершила выступление | Завершила выступление | Завершила выступление |                       |                       |
| Одиночный разряд | Патрисия Воллмейер            | Не участвовала | Хироки Кувата (JPN) Пор. 1-6, 0-6 | Завершила выступление                                | Завершила выступление                                    | Завершила выступление | Завершила выступление | Завершила выступление | Завершила выступление |                       |                       |
| Парный разряд    | Маса Грган Патрисия Воллмейер |                |                                   | Бетина Хосами / Мария Сол Хосами (ARG) Поб. 6-3, 6-4 | Анастасия Павлюченкова Елена Веснина (RUS) Пор. 1-6, 2-6 | Завершили выступление | Завершили выступление | Завершили выступление | Завершили выступление | Завершили выступление | Завершили выступление |
| Командный турнир | Маса Грган Патрисия Воллмейер |                |                                   |                                                      |                                                          |                       |                       |                       | 14                    |                       |                       |

#### Микст
| Соревнование | Спортсмены                       | Третий раунд                                       | Четвёртый раунд       | Четвертьфинал         | Полуфинал             | Финал                 | Итоговое место        |
| Соревнование | Спортсмены                       | Соперник Счёт                                      | Соперник Счёт         | Соперник Счёт         | Соперник Счёт         | Соперник Счёт         | Итоговое место        |
| ------------ | -------------------------------- | -------------------------------------------------- | --------------------- | --------------------- | --------------------- | --------------------- | --------------------- |
| Микст        | Йерней Завчер Патрисия Воллмейер | Петр Мичнев / Катерина Ванкова (CZE) Пор. 2-6, 3-6 | Завершили выступление | Завершили выступление | Завершили выступление | Завершили выступление | Завершили выступление |

### Художественная гимнастика
Женщины
| Соревнование                | Вид                       | Спортсменки     | Квалификация | Квалификация | Финал                 | Итоговое место        |
| Соревнование                | Вид                       | Спортсменки     | Баллы        | Место        | Баллы                 | Итоговое место        |
| --------------------------- | ------------------------- | --------------- | ------------ | ------------ | --------------------- | --------------------- |
| Индивидуальные соревнования | Индивидуальное многоборье | Вероника Ценцен | 46.049       | 32           | Завершила выступление | Завершила выступление |